# 尼尔基水利枢纽
尼尔基水利枢纽（尼尔基水库）位于黑龙江省与内蒙古自治区交界的嫩江干流上，大坝位于内蒙古自治区莫力达瓦达斡尔族自治旗尼尔基镇与黑龙江省讷河市二克浅乡交界处，距齐齐哈尔市189千米。是中国政府实施西部大开发的标志性工程。尼尔基水利枢纽具有防洪、供水、灌溉、发电、航运和改善下游水环境等综合效益。
枢纽坝址以上控制流域面积6.64万平方千米，占嫩江流域总面积的22.4%，多年平均径流量104.7亿立方米, 占嫩江流域的45.7%。水库总库容86.11亿立方米，其中防洪库容23.68亿立方米，兴利库容59.68亿立方米。总装机为25万千瓦，多年平均发电量6.387亿千瓦时。
尼尔基水利枢纽工程主要由主坝、副坝、溢洪道、水电站厂房及灌溉输水洞（管）等建筑物组成。大坝总长7180米，最大坝高41.5米。其中主坝为沥青混凝土心墙土石坝，坝顶长度1676米，左、右岸副坝为粘土心墙土石坝。
工程于2001年6月开始进行，2001年11月8日顺利实现大江截流，第一台机组于2005年5月发电。
水库淹没面积483平方公里，其中耕地34万亩、房屋81.2万平方米，动迁人口5.2万人。
工程总投资为53.80亿元。